# Скоггинс, Трэйси
Трэйси Скоггинс (англ. Tracy Scoggins, род. 13 ноября 1953) — американская актриса, наиболее известная по ролям Моники Колби в сериалах «Династия» и «Династия 2: Семья Колби», Кэт Грант в телесериале «Лоис и Кларк: Новые приключения Супермена» и Элизабет Локли в сериале «Вавилон-5».

## Жизнь и карьера
Трэйси Дон Скоггинс родилась в Галвестоне, штат Техас в семье адвокатов. Скоггинс была спортсменом в средней школе и занималась гимнастикой и плаванием. В 1970 году она окончила среднюю школу и вскоре поступила в Университет штата Техас. После его окончания она недолго работала моделью, а после дебютировала в качестве актрисы.
Скоггинс за свою карьеру появилась в нескольких десятках фильмов и телешоу. После гостевых появлений в таких сериалах как «Даллас», «Ремингтон Стил» и «Ти Джей Хукер», Скоггинс получила постоянную роль в телесериале «Династия 2: Семья Колби», спин-оффе «Династии». Несмотря на большой бюджет и хорошие рейтинги первого сезона успех сериала был не долговечным и он был закрыт после двух сезонов, после чего актриса перешла со своим персонажем в «Династию», где снималась в заключительном сезоне. После актриса снялась в нескольких фильмах, в том числе «Наблюдатели 2», «Бомба замедленного действия» и «Демонические игрушки», а в 1993—1994 годах сыграла Кэт Грант в телесериале «Лоис и Кларк: Новые приключения Супермена».
Скоггинс сыграла роль Аниты Смитфилд в двух фильмах-сиквелах сериала «Даллас» (где в 1983 году сыграла другую роль): «Даллас: Джей Ар возвращается» (1996) и «Даллас: Война Юингов» (1998). После она присоединилась к сериалу «Вавилон-5» в роли капитана Элизабет Локли, впоследствии сыграв свою роль в нескольких фильмах-продолжениях: «Вавилон-5: Река душ» (1998), «Вавилон-5: Призыв к оружию» (1999) и «Вавилон-5: Затерянные сказания» (2007).

## Избранная фильмография
| Год       |    | Русское название                          | Оригинальное название                        | Роль                           |
| --------- | -- | ----------------------------------------- | -------------------------------------------- | ------------------------------ |
| 1982      | с  | Придурки из Хаззарда                      | The Dukes of Hazzard                         | Линда Мэй Барнс                |
| 1983      | с  | Даллас                                    | Dallas                                       | Дайан Келли                    |
| 1983      | с  | Команда «А»                               | The A-Team                                   | Шана Майер / Элли Пейн         |
| 1984      | с  | Детектив Майк Хаммер                      | Mike Hammer                                  | Клэр                           |
| 1984      | ф  | Игрушечные солдатики                      | Toy Soldiers                                 | Моник                          |
| 1985—1987 | с  | Династия 2: Семья Колби                   | The Colbys                                   | Моника Колби                   |
| 1985—1989 | с  | Династия                                  | Dynasty                                      | Моника Колби                   |
| 1987      | с  | Отель                                     | Hotel                                        | Дана Марч                      |
| 1990      | ф  | Наблюдатели 2                             | Watchers II                                  | Барбара Уайт                   |
| 1990      | ф  | Разыграй для меня убийство                | Play Murder for Me                           | Триша Мерритт                  |
| 1990      | ф  | Последняя трасса                          | Face the Edge                                | Синди                          |
| 1991      | ф  | Бомба замедленного действия               | Timebomb                                     | мисс Блю                       |
| 1991      | ф  | Последние желания                         | Ultimate Desires                             | Саманта Стюарт                 |
| 1992      | в  | Демонические игрушки                      | Demonic Toys                                 | Джудит Грей                    |
| 1992      | с  | Ворон                                     | Raven                                        | Алексис Пейдж                  |
| 1993      | в  | Кукольник против демонических игрушек     | Dollman vs. Demonic Toys                     | Джудит Грей                    |
| 1993—1994 | с  | Лоис и Кларк: Новые приключения Супермена | Lois & Clark: The New Adventures of Superman | Кэт Грант                      |
| 1993—1997 | с  | Шёлковые сети                             | Silk Stalkings                               | Джессика Скотт / Роксанн Дрейк |
| 1994      | ф  | Точно в цель                              | Dead On                                      | Марла Бомонт                   |
| 1995      | с  | Звёздный путь: Глубокий космос 9          | Star Trek: Deep Space Nine                   | Гилора Рехал                   |
| 1996      | с  | Несчастливы вместе                        | Unhappily Ever After                         | Моргана                        |
| 1996      | тф | Даллас: Джей Ар возвращается              | Dallas: J.R. Returns                         | Анита Смитфилд                 |
| 1996—1997 | с  | Горец                                     | Highlander: The Series                       | Кассандра                      |
| 1998      | тф | Даллас: Война Юингов                      | Dallas: War of the Ewings                    | Анита Смитфилд                 |
| 1998      | тф | Вавилон-5: Река душ                       | Babylon 5: The River of Souls                | Элизабет Локли                 |
| 1998      | с  | Вавилон-5                                 | Babylon 5                                    | капитан Элизабет Локли         |
| 1999      | тф | Вавилон-5: Призыв к оружию                | Babylon 5: A Call To Arms                    | капитан Элизабет Локли         |
| 1999      | с  | Крестовый поход                           | Crusade                                      | капитан Элизабет Локли         |
| 2001      | ф  | Трещина в полу                            | A Crack in the Floor                         | мать Джеремайи                 |
| 2003      | ф  | Порождение ада                            | Hellborn                                     | Хелен                          |
| 2005      | ф  | Тени прошлого                             | The Cutter                                   | Алина                          |
| 2007      | в  | Вавилон-5: Затерянные сказания            | Babylon 5: The Lost Tales                    | полковник Элизабет Локли       |
| 2005—2007 | с  | Бухта Данте                               | Dante’s Cove                                 | Грейс Невилл                   |
| 2008      | с  | Морская полиция: Спецотдел                | NCIS                                         | Табита Саммерс                 |
| 2011      | с  | Касл                                      | Castle                                       | Лана                           |
| 2014      | ф  | Заимствованные моменты                    | Borrowed Moments                             | Бетси                          |